# Coralie Codevelle
Coralie Marine Océane Yvo Codevelle (19 de septiembre de 1992) es una deportista francesa que compitió en natación, en la modalidad de aguas abiertas. Ganó dos medallas de bronce en el Campeonato Europeo de Natación en Aguas Abiertas de 2011, en las pruebas de 5 km y equipo mixto.

## Palmarés internacional
| Campeonato Europeo | Campeonato Europeo | Campeonato Europeo | Campeonato Europeo |
| Año                | Lugar              | Medalla            | Prueba             |
| ------------------ | ------------------ | ------------------ | ------------------ |
| 2011               | Eilat (Israel)     | Medalla de bronce  | 5 km               |
| 2011               | Eilat (Israel)     | Medalla de bronce  | Equipo mixto       |